# Médicos (telenovela)
Médicos, línea de vida é uma telenovela mexicana produzida por José Alberto Castro para a Televisa foi exibida pelo Las Estrellas desde 11 de novembro de 2019 e 8 de março de 2020, substituindo Cuna de lobos , e sendo substituída por Sin miedo a la verdad 3.
Protagonizada por Livia Brito e Daniel Arenas com Carlos de la Mota, Isabel Burr, Federico Ayos, Daniel Tovar, Scarlet Gruber, Lorena García, Michel López e Rodolfo Salas e antagonizada por Grettell Valdez, Erika de la Rosa, Rodrigo Murray e Mauricio Henao e com atuações estelares de Marisol del Olmo, Dalilah Polanco, Iliana Fox, Luis Gatica, Raquel Garza, Eugenia Cauduro e com o primeiro ator José Elías Moreno.

## Sinopse
"Médicos" se desenrola em um hospital de renome de especialidades médicas. Liderado por um diretor idealista: Gonzalo Olmedo, que está ciente da complexidade que está executando um hospital dessa magnitude, então recrutar mais médicos especializados em cada um dos ramos a medicina.

## Produção
As gravações começaram em agosto de 2019. A produção tem o mesmo formato de Por amar sin ley, em que os personagens, ao longo da história, protagonizam casos para expor diferentes questões médicas que envolvem sua vida pessoal.
Em 2021, o produtor confirmou uma segunda temporada ainda para 2022.

## Elenco
- Livia Brito - Regina Villaseñor Gil
- Daniel Arenas - David Paredes Fuentes
- Grettell Valdez - Ana Caballero
- José Elías Moreno - Gonzalo Olmedo
- Carlos de la Mota - Luis Galván
- Isabel Burr - Cinthia Guerrero Antúnez
- Marisol del Olmo - Constanza Madariaga de Castillo
- Erika de la Rosa - Mireya Navarro
- Rodrigo Murray - René Castillo
- Federico Ayos - Rafael "Rafa" Calderón
- Daniel Tovar - Daniel Juárez Estrada
- Dalilah Polanco - Luz González de Cancino
- Scarlet Gruber - Tania Olivares
- Mauricio Henao - Marco Zavala ávalos
- Lorena García - Pamela Miranda Bárcenas
- Michel López - Diego Martínez
- Rodolfo Salas - Arturo Molina
- Jorge Ortiz de Pinedo - Dr. Enrique Lara
- Iliana Fox - Susana Álvarez de Galván
- Osvaldo de León - Sergio Ávila
- Luis Gatica - Francisco "Paco" Juárez
- Raquel Garza - Elena Estrada de Juárez
- Eugenia Cauduro - Patricia Antúnez de Guerrero
- Irineo Álvarez - Andrés Guerrero
- Lia Ferré - Cecilia Núñez de Molina
- María Alicia Delgado - Martha Ortiz
- Miguel Pizarro - Esteban Zavala
- Carina Ricco - Pilar Bárcenas de Miranda
- Roberto Miguel - Agustín Miranda
- Eugenio Montessoro - Santiago Montesinos
- Ricardo Mendoza - Miguel Cancino
- Karen Furlong - Carolina "Caro" Nájera
- Palmeira Cruz - Liliana "Lili" Morales
- Ana Karen Salgado - Clara Suárez
- Jaime Maqueo - Gabriel Galván Álvarez
- Ramses Aleman - Julio Díaz
- Juan Pablo Espericueta
- Laura Carmine - Paulina Serrano Briceño

### Atuações especiais e convidados
| - Julio Camejo como Aníbal - Laura Toledo como Profesora de primaria - Ricardo Kleinbaum como Braulio Palacios - Arturo Carmona como Fausto - Héctor Cruz como Darío - Christian Gamero como Carlos - Claudia Arce como Jacky - Mario Erosa como Eduardo - Iván Amozurrutia como Mario - Fiona Muñoz como Lety - María Prado como Ramona - Guillermo García Cantú como Alonso Vega (cameo) - Ignacio Casano como Alexis - Luciana Sismundi como Araceli - Rosalía Grimm como Doña Irma - Fernando Carbonell como Arce - Marco Antonio Sánchez "El diablo" como el Sr. Duran - Andrea de Fátima como Viridiana - Mónica Miguel como Doña Inés - Mariana Rivera como Doña Lola - Ignacio Ortiz Jr. como Edson - Sergio Madrigal como Tomás - José Riverol como Gil - Luis Fernando Peña como Leonardo - Francisco Avendaño como Alfredo Ponce de León - Jaime Estrada como Ministerio Público - Isaura Espinoza como Violeta - Latin Lover como el Tirano - Gloria Izaguirre como Raquel - Kevin Flores como Cristian - Fátima Torre como Erika - Enrique Montaño como Martín - Nelly Lacayo como Corredora - Silvia Bosz como la Sra. Junco - Michelle Polanco como Jimena - Serigio Castillo como Pérez - Patricia Calzada como Rebeca - Ignacio López Tarso como Héctor - Carlos Gatica como Toño - Alan Téllez como Rubén - Fidel Abrego "El Chamuco" como Paciente - Iván Ochoa como Beto - Ana Jimena Villanueva como Priscila - Iker Lotina como Quique - Vetyceiba como la madre de Quique - Alexa Ayala como Madre vegana - Erick Velarde como Niño vegano - Fabián Lino como Cantinero - Altaír Jarabo como Victoria Escalante (cameo) - José María Torre como Roberto Morelli Carvajal (cameo) - Sofía Monroy como profesora - Alexander Chavero como Juanito - Norma Pablo como Laura | - Luis Felipe Montoya como el ex-abogado de Regina - Estefanía Coppola como Flor - Diana Golden como Fátima - Bárbara Gómez como Estelita - Jorge Monter como el abogado de Sergio - Roberto Munguía como Ministerio Público - Isidro Vargas como vendedor - Karla Farfán como Jessica - Jorge Ortín como el Dr. Salazar - Natalia Madera como la chica del antro - Claudio Lafarga como Jaime - Silvia Bosz como Casera - Sabine Moussier como Sandra - Lisardo como Víctor - Rafael de Aranda como Mauricio - Joshua Gutiérrez como Felipe Olmedo - Marcial Salinas como Vendedor - Roberto Tello como Plutarco - Claudia Ortega como Josefina - Frances Ondiviela como Aurora de Olmedo - Fernando Robles como Urbina - Antonio Alegre como el Sr. Robles - Patricia Calzada como Rebeca - Khiabet Peniche como Olga - Pepe Olivares como Rigoberto - Cynthia Agüet como Viviana - Seleina Reali como la hija de Rigoberto - Luis Morales como Julián - Alan del Castillo como Proveedor de diésel - Francisco Vilchis como Serafín - Talia Marcela como Lorenza - Gabriela Bermúdez como Mujer del club - Luise Jaramillo como César - Leonardo Daniel como Samuel - Bea Ranero como Perla - Lisset como Natalia - Marcela Salazar como Valeria - Ernesto Mascarúa como Cobrador - Patricia Martínez como Lorena - Jaime Lozano como Ramiro - Mario Erosa como Eduardo - Juan Carlos Terreros como Homberto - Bibelot Masur como Bertha - Fernando Robles como Urbina - Salvador Ibarra como Nicolás - Ángeles Balvanera como Lucy - Paco Luna como Erick - Rodrigo Ventura como el Secretario de Salud - Fabián Pizzorno como Javier - Carlos Girón como Juan Pablo "Juanpa" - Eduardo Manzano como Jacobo | - Jacqueline Goldsmith como Margarita - Mavi Navarro como Samantha - Martha Julia como Sandra - Adalberto Parra como Álvaro - Gregorio Reséndiz como Notario público - Navi Navarro como Samantha - Gabriela Lazcano como Paciente - Jocelyn Ibarra como Sol - Miguel Berdeja como Jorge - Ricardo Cortés como Periodista - Sia Schultz como Leonor - Celia Marcué como Rita - Susana Huacuja como Secretaria - Paty Bolaños como Georgina - Elsa Marín como Pía - David Zepeda como Ricardo Bustamante (cameo) - Pamela Barri como Blanca - Cynthia Klitbo como Carmen - Carlos Martínez como Jacinto - Tony Ochoa como Proveedor - Fernando Carlon como Proveedor - Axel Ricco como Aureliano Martínez "El Ciego" (cameo) - Julián Gil como Carlos Ibarra (cameo) - Rosita Bouchot como Amelia - Moisés Peñaloza como Rigo - Yanet Sedano como Mara - Marco Hernández como Aurelio - Johar Lara como Asaltante - Tania Sáenz como Reportera - Diego Val como Ulises Sánchez "El Cuervo" - Lucía Silva como Michelle Salgado (cameo) - Gustavo de Anda como Neurólogo - Luis Mateo Negrete como Paciente de pediatría - Antonio Pliego como Félix - Alfonso Escobedo como Ramsés - Alejandro Romero como Alejandro - Alfonso Iturrialde como el Dr. Valero - Marcela Morett como Celeste - Daney Mendoza como Ariel - Sebastián Fouilloux como Simón - Carlos Solano como Gerardo - Indra Duarte como Señora - Xavier Cervantes como el Lic. Moyés - Michelle Godet como Graciela - Ana Basilia como Señora - Ricardo Vera como Juez - Ricardo Alberto Islas como el Secretario de acuerdos - Francisco Pizaña como Aarón Mazariegos - Sofía Campomanes como Alexa Salmerón - Santiago Ramundo como Fernando Escalante - Ligia Uriarte como Sonia Cantú - Azela Robinson como Paula Ruiz Ortega |

## Audiência
| Horário             | # Eps. | Estreia                | Estreia           | Final              | Final           | Posição | Temporada | Classificação geral |
| Horário             | # Eps. | Data                   | Primeiro capítulo | Data               | Último capítulo | Posição | Temporada | Classificação geral |
| ------------------- | ------ | ---------------------- | ----------------- | ------------------ | --------------- | ------- | --------- | ------------------- |
| Segunda—Sexta 21h30 | 87     | 11 de novembro de 2019 | 2.9               | 8 de março de 2020 | 3.5             | #1      | 2019      | 2.84                |

## Prêmios e Indicações

### Premios TVyNovelas 2020
| Categoria                 | Nomeados                           | Resultados |
| ------------------------- | ---------------------------------- | ---------- |
| Melhor telenovela         | José Alberto Castro                | Indicado   |
| Melhor vilão              | Rodrigo Murray                     | Venceu     |
| Melhor primeiro ator      | José Elías Moreno                  | Indicado   |
| Melhor atriz co-estrelar  | Grettell Valdez                    | Indicado   |
| Melhor ator co-estrelar   | Carlos de la Mota                  | Indicado   |
| Melhor direção de câmeras | Bernardo Nájera e Mauricio Manzano | Indicado   |
| Os favoritos do público   |                                    |            |
| A vilã mais bela          | Grettell Valdez                    | Venceu     |
| O mais belo               | Daniel Arenas                      | Venceu     |
| O mais belo               | Carlos de la Mota                  | Indicado   |
| A mais bela               | Livia Brito                        | Indicada   |
| A mais bela               | Grettell Valdez                    | Indicada   |
| Casal favorito            | Livia Brito e Daniel Arenas        | Indicados  |
| O sorriso mais belo       | Livia Brito                        | Venceu     |
| O maduro mais belo        | José Elías Moreno                  | Indicado   |
| O maduro mais belo        | Rodrigo Murray                     | Indicado   |
| O melhor final            | José Alberto Castro                | Indicado   |
| Melhor elenco             | José Alberto Castro                | Indicado   |